# Immortal (EP)
Immortal es el primer y único EP de la influyente banda noruega Immortal. Fue incluido en la edición especial de Battles In The North de 1996, y en el año 2000 fue incluido en el recopilatorio True Kings of Norway.
Como dato curioso, el título de la pista "The Cold Winds Of Funeral Frost", fue ligeramente cambiado para su álbum debut Diabolical Fullmoon Mysticism como "Cold Winds Of Funeral Dust".

## Lista de canciones
1. "Diabolical Full Moon Mysticism (Intro)" – 0:42
2. "Unholy Forces Of Evil" – 4:27
3. "The Cold Winds Of Funeral Frost" – 3:40

## Créditos
- Abbath – bajo, voz
- Demonaz – guitarra
- Armagedda – batería